# Rähm

Fachwerk-Fachbegriffe: 1 Eckständer, 2 Strebe, 3 Rähm, 4 Ständer, 5 Kopfwinkelholz, 6 Kopfband, 7 Gegenstrebe, 8 Strebe, 9 Riegel, 10 Sturzriegel, 11 Brüstungsriegel, 12 Andreaskreuz, 13 Schwelle, 14 Fußwinkelholz, 15 Fußband, 16 Schwellriegel

Der (auch: das) Rähm (auch Wandpfette, Rahmholz, Rähmholz, Rähmbalken) ist im Fachwerkbau der obere waagerechte Abschluss der Fachwerkwand bzw. der Holzrahmenkonstruktion. Ein Rähm dient in der Regel als Auflager für Balkenlagen, Kehlbalkenlagen oder Sparrenlagen.
Ein Rähm der Fachwerkwand kann zugleich eine Pfette bilden, auf der sich als Fußpunkt die Rofen oder Sparren abstützen (nicht zu verwechseln mit einer Mauerlatte).

## Begriff
Der im historischen Holzbau verwendete Begriff Rähm kommt von Rahmen (m.), Rahme (m.), Rahm (f.) und bezeichnet das obere Rahmenholz einer Fachwerkwand.
Aus dem Rähm leitete sich der mittlerweile veraltete Begriff Rähmbau ab; vgl. Stockwerkbau (Fachwerk).

## Beschreibung

Der Rähm der Erdgeschosswand ist beschriftet. Ein zweiter Rähm liegt im oberen Stockwerk unmittelbar unter der Traufe.

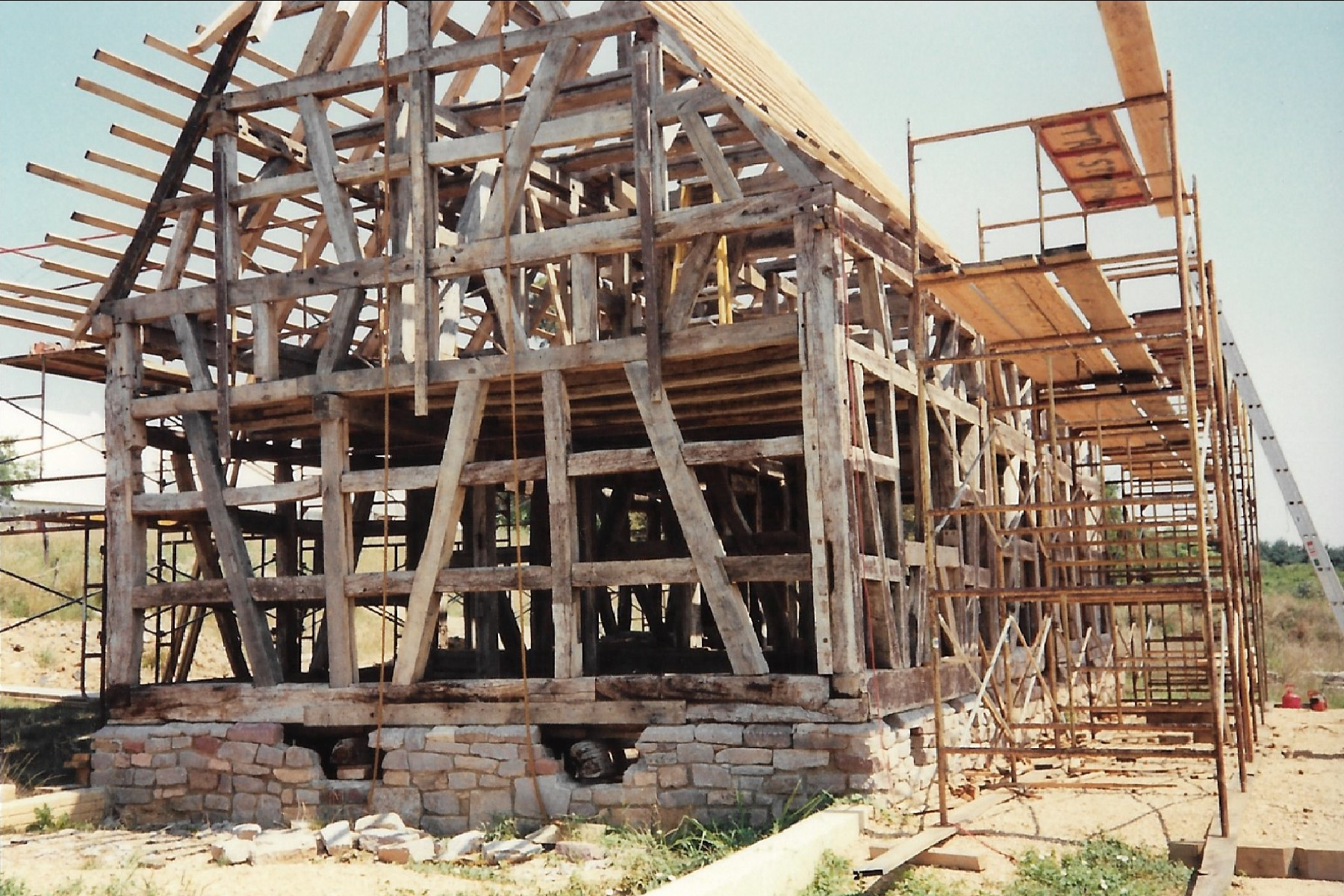
Historisches Fachwerkhaus mit Kniestock: Die Fachwerkwände des Erdgeschosses schließen oben jeweils mit einem Rähm ab. An der Längswand trägt das Rähm auch die Deckenbalken. Im Dachgeschoss wurde auf eine Schwelle verzichtet. Auf den kurzen Stielen des Kniestocks ruht wiederum ein Rähm, der an der Längsseite auch als Fußpfette dient und mit dem Rähm der Giebelwand überblattet ist.

Der Rähm hat verschiedene Aufgaben:
1. als Ringanker den Längsverband in der Konstruktion herzustellen,
2. die horizontalen Schubkräfte über die Streben abzuleiten und
3. die vertikalen Kräfte über die Pfosten, Stiele oder Ständer in die Schwellen bzw. das Fundament zu leiten.

Rähm wird auch der Längsbalken in historischen Dachwerken mit stehendem oder liegendem Stuhl genannt, der von Ständern bzw. Stuhlsäulen getragen wird; dieser Balken bildet somit auch den oberen Abschluss des Längsverbands. Die Kehlbalken werden meist vom Rähm unterstützt, teilweise sind sie auch mit ihm verkämmt (d. h. Kehlbalken und Rähm sind gegen Ausweichen in Querrichtung fest miteinander verbunden).

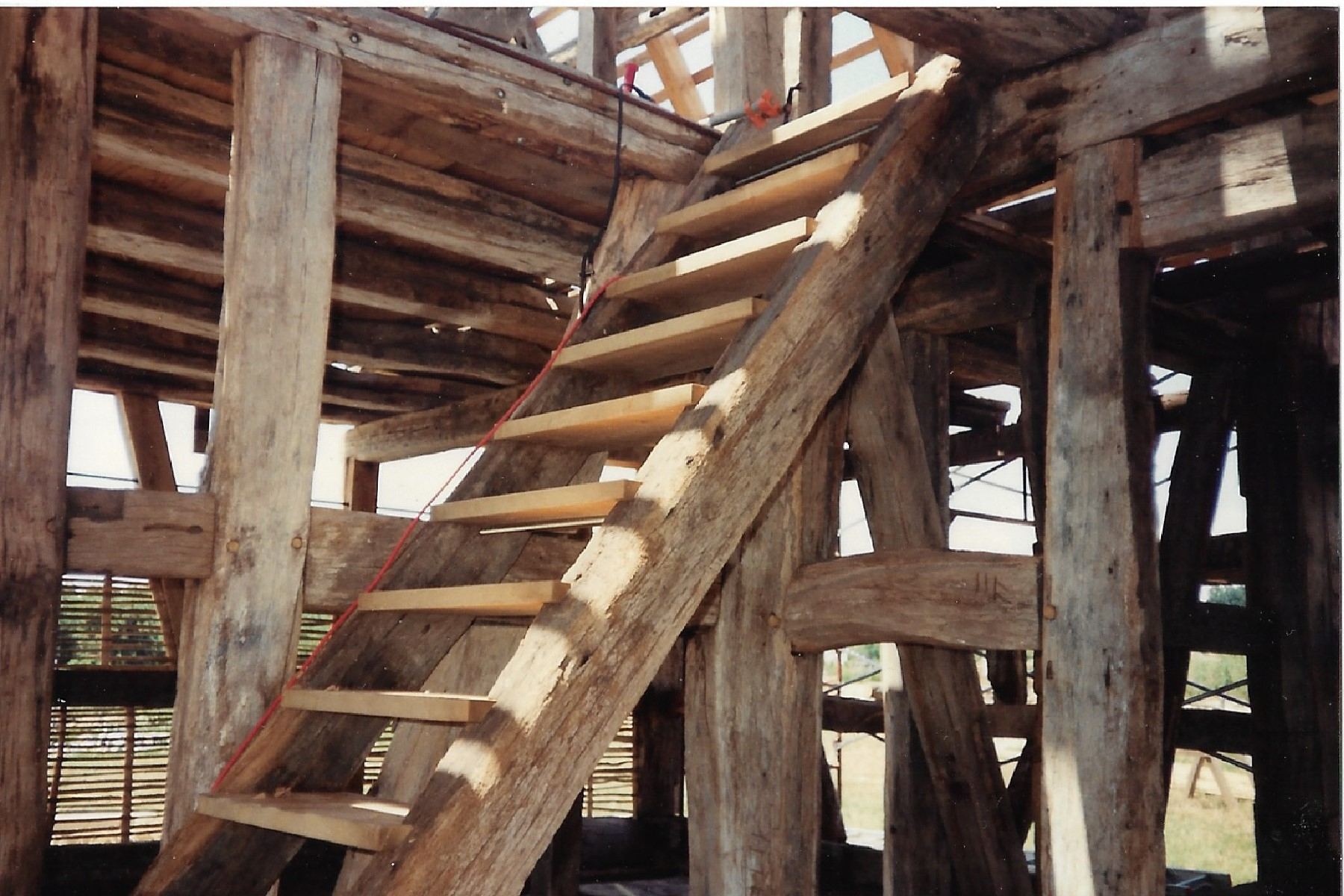
Im Bild oben rechts: Rähm einer Mittellängswand mit aufgedolltem Deckenbalken. Im Bild oben links: Rähm einer Querwand, der auch gleichzeitig Deckenbalken ist